# Svindlande höjder (film, 1992)
Svindlande höjder (originaltitel: Emily Brontë's Wuthering Heights) är en brittisk dramafilm från 1992 i regi av Peter Kosminsky. Filmen är baserad på romanen Svindlande höjder av Emily Brontë från 1847. I huvudrollerna ses Juliette Binoche och Ralph Fiennes.

## Rollista
- Ralph Fiennes – Heathcliff
- Juliette Binoche – Catherine Earnshaw Linton (och senare även Cathy Linton, Cathys dotter)
- Jeremy Northam – Hindley Earnshaw
- Simon Shepherd – Edgar Linton
- Sophie Ward – Isabella Linton
- Janet McTeer – Nelly Dean
- Jason Riddington – Hareton Earnshaw
- Simon Ward – mr Linton
- Jennifer Daniel – mrs Linton
- Paul Geoffrey – mr Lockwood
- John Woodvine – Thomas Earnshaw
- Jonathan Firth – Linton Heathcliff
- Sinéad O'Connor – Emily Brontë